# Kieran Smith
Kieran Smith (Ridgefield, 20 de mayo de 2000) es un deportista estadounidense que compite en natación, especialista en el estilo libre.
Participó en dos Juegos Olímpicos de Verano, obteniendo dos medallas, bronce en Tokio 2020, en la prueba de 400 m libre, y plata en París 2024 (4 × 200 m libre).
Ganó dos medallas en el Campeonato Mundial de Natación, en los años 2022 y 2023, y ocho medallas en el Campeonato Mundial de Natación en Piscina Corta entre los años 2021 y 2024.
En diciembre de 2024 estableció una nueva plusmarca mundial en piscina corta de los relevos 4 × 100 m libre (3:01,66) y 4 × 200 m libre (6:40,51).
Estudió Fisiología y Kinesiología en la Universidad de Florida.

## Palmarés internacional
| Juegos Olímpicos                    | Juegos Olímpicos      | Juegos Olímpicos  | Juegos Olímpicos  |
| Año                                 | Lugar                 | Medalla           | Prueba            |
| ----------------------------------- | --------------------- | ----------------- | ----------------- |
| 2020                                | Tokio (Japón)         | Medalla de bronce | 400 m libre       |
| 2024                                | París (Francia)       | Medalla de plata  | 4 × 200 m libre   |
| Campeonato Mundial                  |                       |                   |                   |
| Año                                 | Lugar                 | Medalla           | Prueba            |
| 2022                                | Budapest (Hungría)    | Medalla de oro    | 4 × 200 m libre   |
| 2023                                | Fukuoka (Japón)       | Medalla de plata  | 4 × 200 m libre   |
| Campeonato Mundial en Piscina Corta |                       |                   |                   |
| Año                                 | Lugar                 | Medalla           | Prueba            |
| 2021                                | Abu Dabi (EAU)        | Medalla de oro    | 4 × 200 m libre   |
| 2022                                | Melbourne (Australia) | Medalla de oro    | 400 m libre       |
| 2022                                | Melbourne (Australia) | Medalla de oro    | 4 × 200 m libre   |
| 2022                                | Melbourne (Australia) | Medalla de oro    | 4 × 100 m estilos |
| 2022                                | Melbourne (Australia) | Medalla de bronce | 4 × 100 m libre   |
| 2024                                | Budapest (Hungría)    | Medalla de oro    | 4 × 100 m libre   |
| 2024                                | Budapest (Hungría)    | Medalla de oro    | 4 × 200 m libre   |
| 2024                                | Budapest (Hungría)    | Medalla de plata  | 400 m libre       |